# 杰弗里·坎贝尔
杰弗里·坎贝尔（英語：Jeffrey Campbell，1962年10月2日—），美国男子水球运动员。他曾代表美国参加1988年和1992年夏季奥林匹克运动会水球比赛，其中1988年奥运会获得一枚银牌。 1998年入選加州大學爾灣分校體育名人堂。2001年入選美國水球名人堂。